# Austropyrgus grampianensis
Austropyrgus grampianensis is een slakkensoort uit de familie van de Hydrobiidae. De wetenschappelijke naam van de soort is voor het eerst geldig gepubliceerd in 1939 door Gabriel als Bythinella grampianensis.